# بارش شهابی اسدی
بارش شهابی اسدی یکی از مشهورترین بارش‌های شهابی است که معمولاً هر ساله در فصل پائیز روی می‌دهد، و کانون بارش آن در صورت فلکی اسد به نظر می‌رسد. این بارش در شب‌های ۲۶ تا ۲۸ آبان ماه هر سال به اوج خود می‌رسد و گاه شامل ۱۰ تا ۲۰ شهاب در هر ساعت می‌شود . دنباله دار تمپل – تاتل با دوره تناوب ۳/۳۳ سال منشاء بارش شهابی اسدی است . شهابهای اسدی از سریعترین شهابها هستند و به همین دلیل اغلب به رنگ سفید دیده می‌شوند.

## تاریخچه
ستاره شناسان مصر بارش اسدی را در سال ۹۰۲ میلادی مشاهده و ثبت کرده‌اند و بعدها منجمان کشورهای اسلامی، چینی، ژاپنی، فرانسوی، پرتقالی نیز آن را رصد کرده‌اند. در سال ۱۷۹۹ میلادی دریانوردان و ساکنان قاره آمریکا رصد کردند و در سال ۱۸۳۳ نیز مردم کشورهای مختلف شاهد طوفان شهابی اسدی بودند که نرخ ساعتی سرسویی در کم تر از یک شبانه روز از ۰ به ۵۰۰۰۰۰ رسید که در تاریخ بی‌نظیر است و برخی مردم می پنداشتند که جهان رو به پایان است..آخرین گذر دنباله دار تمپل تاتل از مدار زمین در سال ۱۹۹۹ میلادی بود و به همین دلیل در آن سال نرخ ساعتی سرسویی این بارش شهابی به بیش از ۷۰۰۰ رسید اما سریعاً از تعداد این شهاب‌ها کم شد به‌طوری‌که نرخ ساعتی سرسویی سال ۲۰۰۰ میلادی ۴۸۰ سنجیده شد و در سال ۲۰۰۳ به زیر ۱۰۰ کاهش پیدا کرد.

## گونه‌های بارش اسدی
- بارش آلفا اسدی : از ۱۳ ژانویه تا ۱۳ فوریه.
- بارش بتا اسدی : از ۱۴ فوریه تا ۲۵ آوریل.
- بارش دلتا اسدی : از ۴ اوت تا ۱۲ سپتامبر.
- بارش گاما اسدی : از ۴ اوت تا ۱۲ سپتامبر، اوج در ۲۵ اوت.
- بارش رو اسدی : زمان تقریبی ۱۴ تا ۱۵ مارس.
- بارش سیگما اسدی : از ۹ فوریه تا ۱۳ مارس [۵].